# Crumomyia
Crumomyia är ett släkte av tvåvingar. Crumomyia ingår i familjen hoppflugor.

## Bildgalleri

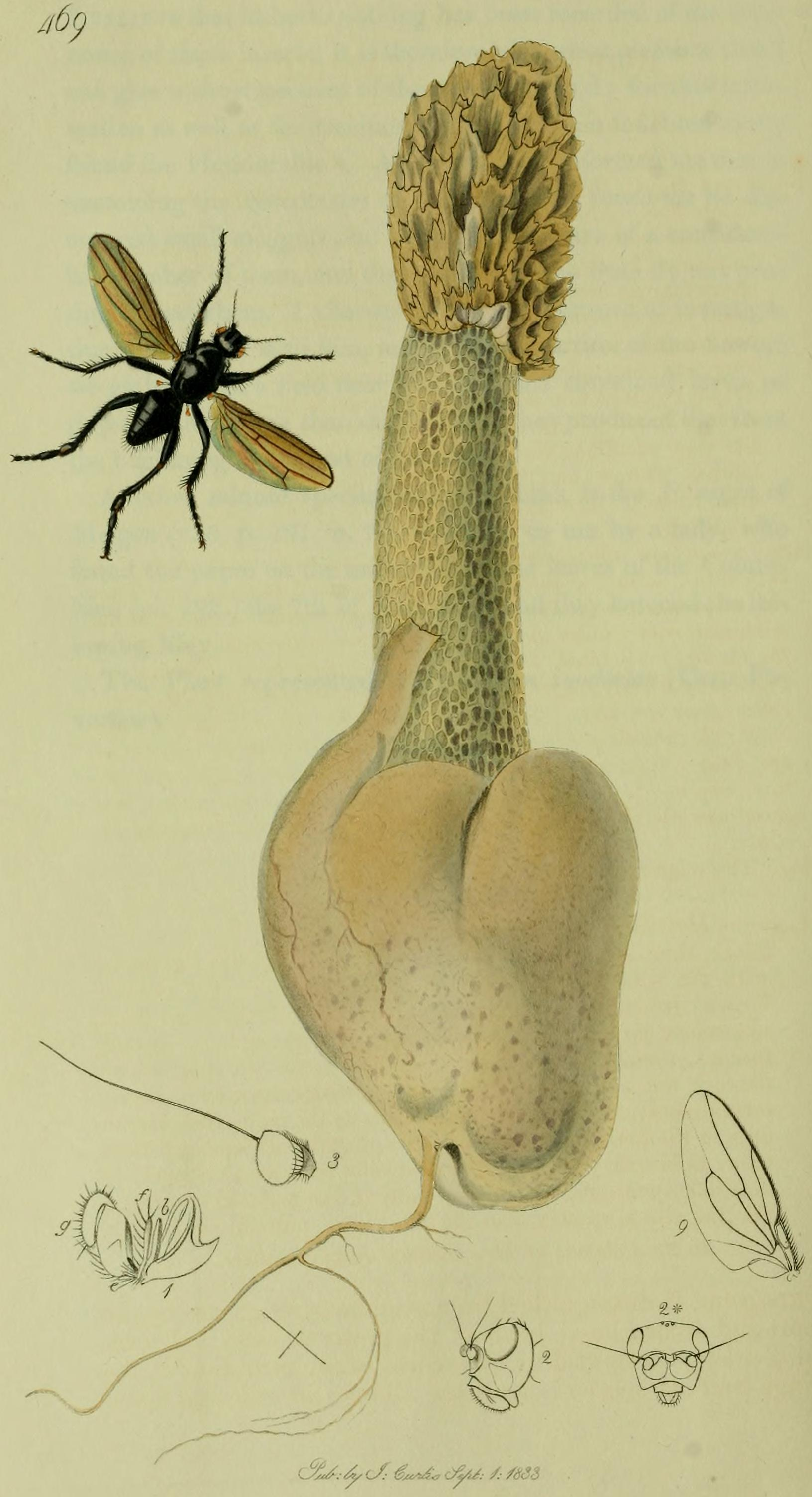
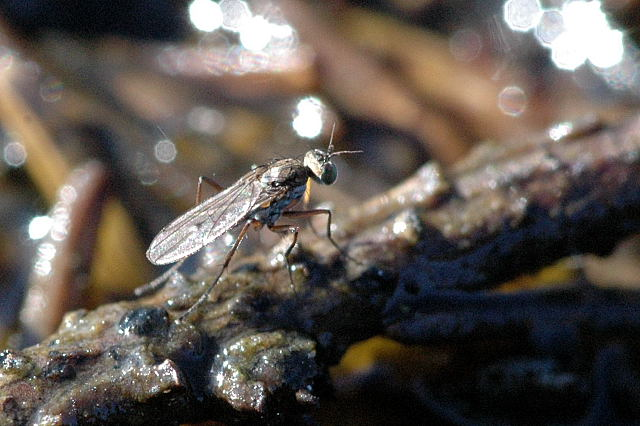
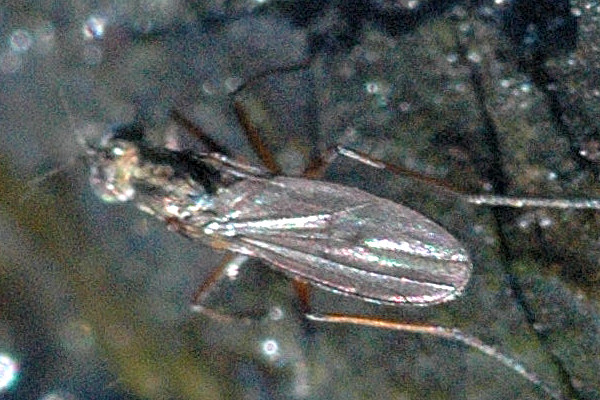

## Dottertaxa tillCrumomyia, i alfabetisk ordning[1][2]
- Crumomyia absoloni
- Crumomyia annulus
- Crumomyia deemingi
- Crumomyia fimetaria
- Crumomyia gelida
- Crumomyia glabrifrons
- Crumomyia glacialis
- Crumomyia hentscheli
- Crumomyia hissarica
- Crumomyia hungarica
- Crumomyia immensa
- Crumomyia longiptera
- Crumomyia maculipennis
- Crumomyia microps
- Crumomyia nartshukae
- Crumomyia nigra
- Crumomyia nipponica
- Crumomyia nitida
- Crumomyia notabilis
- Crumomyia oculea
- Crumomyia parentela
- Crumomyia pedestris
- Crumomyia peishulensis
- Crumomyia pilosa
- Crumomyia promethei
- Crumomyia pruinosa
- Crumomyia rohaceki
- Crumomyia roserii
- Crumomyia setitibialis
- Crumomyia subaptera
- Crumomyia topali
- Crumomyia tyrphophila
- Crumomyia zlobini
- Crumomyia zuskai